# Pete Dye
Paul B. Dye (Urbana, Ohio, 29 december 1925 – Gulf Stream, 9 januari 2020) was een Amerikaanse golfbaanarchitect. Hij was getrouwd met Alice Dye (1927-2019); ook zij ontwierp golfbanen.

## Zijn jeugd
Hoewel hij Paul heet, wordt hij Pete genoemd. Hij is de zoon van Pink Dye. Deze was zo enthousiast over golf dat hij op familiegrond een eigen 9 holesbaan aanlegde. Pete kon daar als schooljongen vaak spelen.
Pete won het Ohio State High School Golfkampioenschap en hij won bijna het Ohio State Amateur Golfkampioenschap voordat hij in 1944 in militaire dienst moest. Hij ging naar de United States Army Airborne School in Fort Benning, Georgia en werd paracommando. De oorlog was eerder afgelopen dan zijn opleiding. Hij werd overgeplaatst naar Fort Bragg, North Carolina waar hij de rest van zijn diensttijd diende als greenkeeper van de militaire golfbaan. 
Daarna studeerde hij op Rollins College in Winter Park, Florida waar hij Alice Holliday O'Neal ontmoette. Ze trouwden in 1950 en kregen twee zonen: Perry en P.B. (Paul Burke). Daarna verhuisden ze naar Indianapolis, Indiana, waar Alice vandaan kwam. Pete verkocht verzekeringen en speelde golf, beide met succes.  In 1954 en 1955 werd hij tweede bij het Indiana State Amateurkampioenschap en in 1958 won hij. Hij speelde ook amateurstoernooien buiten Indiana. In 1957 scoorde hij zelfs beter dan Jack Nicklaus en Arnold Palmer bij het US Open.

## Baanontwerper
Toen hij ruim dertig jaar was, stopte hij met het verkopen van verzekeringen en werd baanarchitect, samen met Alice. De eerste baan die ze samen ontwierpen was de 9 holesbaan van El Dorado ten zuiden van Indianapolis. Deze holes maken nu deel uit van de Royal Oak baan van de Dye’s Walk Country Club.
De eerste 18 holesbaan maakten zij in 1962. In die tijd heette hij Heather Hills, nu Maple Creek Golf & Country Club. In die periode leken zijn ontwerpen op die van Robert Trent Jones. Dat veranderde toen hij het werk zag van Alister MacKenzie.
In 1963 bezocht Dye Schotland om daar de klassieke banen te bezoeken. Daar zag hij voor het eerste pot-bunkers en veel kleinere greens, hetgeen zijn werk beïnvloed heeft.
In 1964 begon hij met de baan van de Crooked Stick Golf Club in Carmel, Indiana. Hier werd in 1991 het PGA Championship gewonnen door John Daly. 
In 1967 werkte hij voor het eerst samen met de toen jonge Jack Nicklaus om The Golf Club bij  Columbus, Ohio aan te leggen. Daarna deden ze samen de Harbour Town Golf Links, die in 1969 opende en gastheer werd van de Verizon Heritage van de Amerikaanse PGA Tour. 

#### Zijn stijl

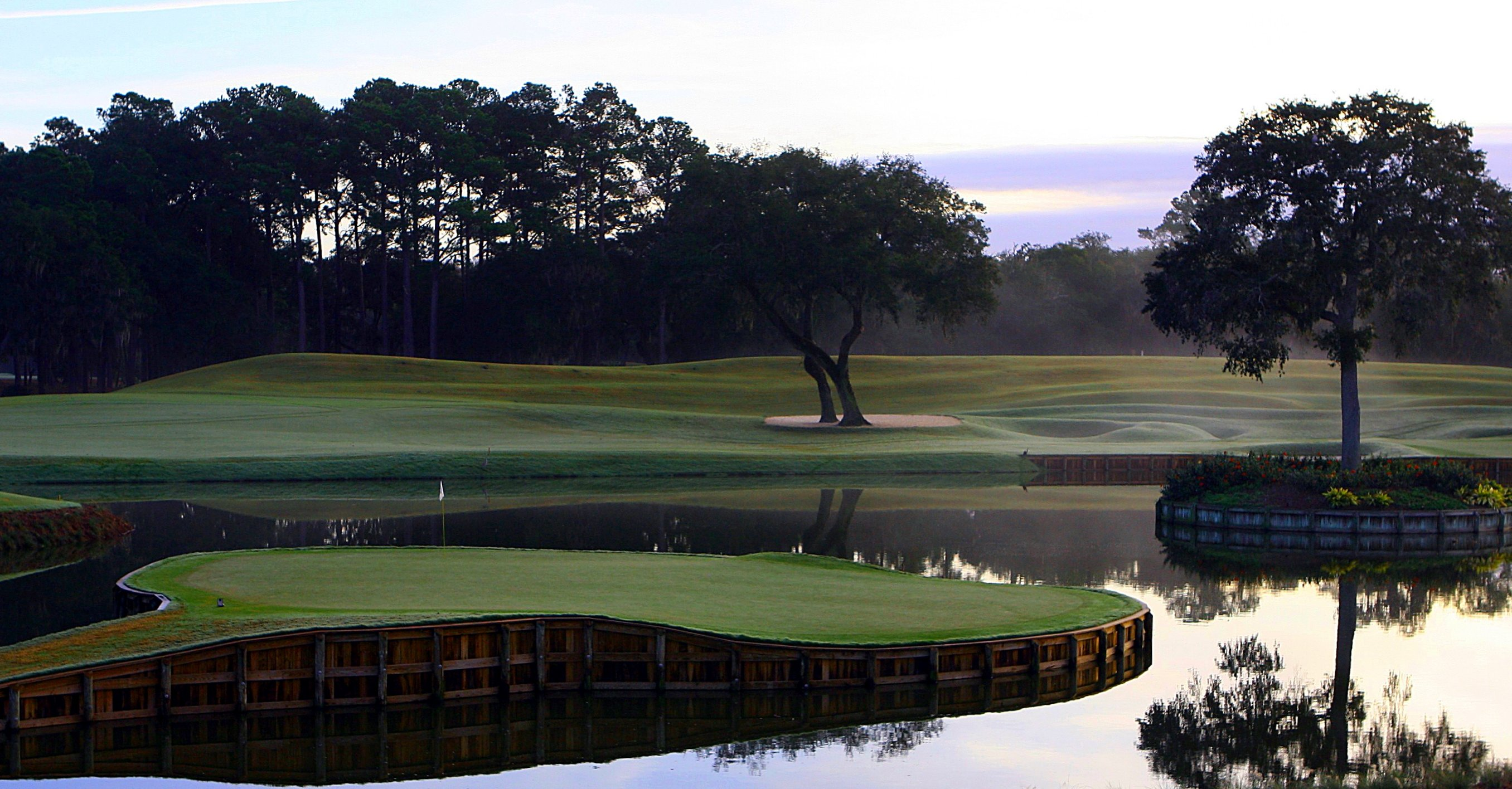
Eilandgreen

Sinds zijn bezoek aan Schotland maakt hij greens die voor Amerikaanse begrippen klein zijn. Ook gebruikte hij bielzen in de bunkers. Ook heeft hij de niet zo lange par 4-holes geïntroduceerd, waarbij goede spelers met risico kunnen proberen met hun afslag de green te halen. 
Zijn holes bestraffen slechte slagen. Een wereldberoemd voorbeeld hiervan is de 17de green van TPC at Sawgrass, een par 3 met een eilandgreen. 

#### Honors
- 2003: Old Tom Morris Award, de hoogste onderscheiding van de Golf Course Superintendents Association of America
- 2005: PGA Tour Lifetime Achievement Award
- 2008: World Golf Hall of Fame voor zijn levenswerk
- 1995: Donald Ross Award van de American Society of Golf Course Architects
- Architect of the Year door Golf World-magazine
- Doctor of Landscape Architecture van Purdue University
- Sagamore of the Wabash Award

## Zijn banen

### Openbare banen
- Arizona
  - Arizona State University (Karsten Golf Course) - Tempe
  - Red Mountain Ranch Country Club (Championship Course) - Mesa
- California
  - Carmel Valley Ranch Golf Resort - Carmel Valley Ranch
  - Carlton Oaks Country Club (Dunes Course) - Santee
  - La Quinta Resort and Club (Dunes Course) - La Quinta
  - La Quinta Resort and Club (Mountain Course) - La Quinta
  - PGA West (Stadium Course) - La Quinta
  - Lost Canyons Golf Club (Shadow Course) - Simi Valley
  - Lost Canyons Golf Club (Sky Course) - Simi Valley
  - The Westin Mission Hills Resort & Spa (South Course) - Rancho Mirage
- Colorado
  - Cheyenne Mountain Resort (Country Club of Colorado) Colorado Springs
  - Plum Creek Golf Club - Castle Rock
- Connecticut
  - Wintonbury Hills Golf Course - Bloomfield
- Florida
  - PGA Golf Club (The Dye Course) - Port St. Lucie
  - TPC at Sawgrass (Stadium Course) - Ponte Vedra Beach
  - Southern Hills Plantation Club – Brooksville
- Illinois
  - Ruffled Feathers Golf Course  - Lemont
  - Tamarack Country Club  - Shiloh, Illinois
  - Yorktown Golf Course  - Belleville
- Indiana
  - The Pete Dye Course - French Lick
  - Royal Oak Country Club (formerly Eldorado Country Club) - Greenwood
  - Maple Creek Country Club (formerly Heather Hills Country Club) - Indianapolis
  - Brickyard Crossing  - Speedway
  - Eagle Creek Golf Club (Pines and Sycamore Courses) at Eagle Creek Park - Indianapolis
  - Plum Creek Golf Club - Carmel
  - Sahm Golf Course - Indianapolis
  - The Fort Golf Course - Fort Harrison State Park - Indianapolis
  - Birck Boilermaker Golf Complex at Purdue University (Kampen Course) - West Lafayette
  - Oak Tree Golf Course (front nine) - Plainfield
  - Mystic Hills Golf Course - Culver
  - Forest Park - Brazil
- Iowa
  - Des Moines Golf and Country Club - West Des Moines
- Louisiana
  - TPC of Louisiana - Avondale
- Kentucky
  - Kearney Hill Golf Links - Lexington
  - Peninsula Golf Course - Lancaster
- Maryland
  - Bulle Rock Golf Course - Havre de Grace
  - Harbourtowne Resort Country Club - St. Michaels
  - Rum Pointe Seaside Golf Links - Berlin
- Nevada
  - Paiute Golf Club Resort (Snow Mountain, Sun Mountain and Wolf Courses) - Las Vegas
- New Mexico
  - Pinon Hills Golf Course – Farmington
- New York
  - Pound Ridge Golf Club - Pound Ridge
- North Carolina 
  - Founders Golf Course - St. James Plantation
  - Oak Hollow Golf Course - High Point
- Ohio
  - Avalon Lakes - Warren
  - Fowler's Mill GC - Chesterland
  - Little Turtle Golf Club - Westerville
- Pennsylvania
  - Iron Valley Golf Course - Lebanon
- South Carolina
  - Harbour Town Golf Links – Hilton Head Island
  - Kiawah Island Golf Resort (The Ocean Course) - Kiawah Island
  - Heron Point (formerly Sea Marsh) - Hilton Head Island
  - Cherokee Valley - Travelers Rest
- Texas
  - AT&T Canyons Course of TPC at San Antonio
- Virginia
  - Pete Dye River Course of Virginia Tech - Radford
  - River Course at Kingsmill Resort - Williamsburg
  - Virginia Beach National - Virginia Beach
  - Virginia Oaks - Gainesville
- Wisconsin
  - Big Fish Golf Club - Hayward
  - Whistling Straits (Irish Course) - Haven
  - Whistling Straits (Straits Course) - Haven
  - Blackwolf Run (River Course) - Kohler
  - Blackwolf Run (Meadow Valleys Course) - Kohler
- International
  - Casa de Campo: Teeth of the Dog - Casa De Campo
  - Casa de Campo: Dye Fore - Casa de Campo
  - Caesarea Golf & Country Club - Caesarea, Israël
- Guatemala
  - Fuego Maya - Antigua Country Club

### Besloten banen
- Arizona 
  - Ancala Country Club - Scottsdale
- Colorado
  - Glenmoor Country Club - Cherry Hills Village
- Florida
  - Tuscany Reserve Golf Club - Naples
  - Harbour Ridge Yacht & Country Club (River Ridge Course) Palm City
- Georgia
  - Atlanta National Golf Club - Alpharetta
- Indiana
  - The Bridgewater Club - Westfield
  - Crooked Stick Golf Club - Carmel Crooked Stick Golf Club history book
  - Woodland Country Club - Carmel
  - Maple Creek Golf & Country Club - Indianapolis
- Louisiana
  - Belle Terre Country Club - LaPlace
- Michigan
  - Radrick Farms Golf Course at the University of Michigan - Ann Arbor
  - Wabeek Country Club - Bloomfield Hills
- Nebraska
  - [ Firethorn Golf Club] - Lincoln, Nebraska
- North Carolina
  - Cardinal Golf and Country Club - Greensboro
- South Carolina
  - Colleton River Plantation - Bluffton
- Ohio
  - The Golf Club - New Albany
  - Little Turtle Golf Club - Westerville
- Oklahoma
  - Oak Tree Golf Club - Edmond
  - Oak Tree Country Club - Edmond
- South Carolina
  - Long Cove Club - Hilton Head Island
- Tennessee
  - The Honors Golf Club - Ooltewah
  - Rarity Mountain Golf Club - Jellico
- Texas
  - The Stonebridge Ranch Country Club - McKinney
- West Virginia
  - Pete Dye Golf Club - Clarksburg
- Wisconsin
  - Hidden Glen Golf Club - Cedarburg